# Sergueï Ouvarov
Pour les articles homonymes, voir Ouvarov.
Le comte Sergueï Semionovitch Ouvarov (en russe : Серге́й Семёнович Ува́ров), né le 25 août 1786 (5 septembre dans le calendrier grégorien) à Moscou, mort le 4 septembre 1855 (16 septembre dans le calendrier grégorien) à Moscou, est un diplomate et homme politique russe qui fut ministre de l'Instruction publique de 1833 à 1849, président de l'Académie impériale des sciences de Saint-Pétersbourg et membre du Conseil d'État.

## Biographie
Filleul de Catherine la Grande, Sergueï Semionovitch Ouvarov reçoit une solide éducation. Il est érudit en langues anciennes et modernes.
Le comte Ouvarov est lié par son mariage à la puissante famille Razoumovsky. Il publie un certain nombre d'ouvrages sur la littérature ancienne grecque et l'archéologie. Le comte est l'ami de grands esprits de son temps, comme Alexandre von Humboldt (1769-1859), Goethe, Mme de Staël, le prince de Ligne (1735-1814), l'historien Karamzine (1766-1826) ou bien le poète Vassili Joukovski (1783-1852).
En 1801, il entre au ministère des Affaires étrangères et il est nommé en 1806 diplomate à Vienne puis ambassadeur à Paris. En 1811, il devient membre honoraire de l'Académie impériale des sciences. En 1815, le comte fonde la société littéraire Arzamas où se rencontrent Joukovski, Karamzine, Pouchkine (les deux hommes ne s'apprécient guère), Tourguéniev (1818-1883), etc. Il est nommé en 1818, président de l'Académie impériale des sciences (1818-1855) et le demeure pendant près de quarante ans, marquant de son empreinte l'histoire de l'Académie au XIXe siècle. Il y fonde par exemple le Musée Asiatique. En 1826, il devient sénateur et membre du Conseil d'État et, en 1820, directeur du Département de la fabrication et du commerce. La bonne société pétersbourgeoise répand le bruit qu'il est l'amant et le protecteur du prince Dondoukov-Korsakov (1794-1869) qu'il fait nommer vice-président de l'académie.
Le comte dirige l'éducation dans le district de Saint-Pétersbourg de 1811 à 1822.
Sous le règne de Nicolas Ier, le comte Ouvarov est l'un des piliers du parti réactionnaire. Il est nommé en 1832 adjoint au ministre de l'Instruction publique puis, en 1833, ministre. Il entrave l'éducation supérieure des non-nobles et des personnes issues du peuple, et renforce le contrôle du gouvernement sur les universités et les gymnases (lycées).
Malgré ses mesures conservatrices, il jette les bases d'un système d'éducation de qualité en Russie. Il remet au goût du jour l'envoi des scientifiques à l'étranger pour leur permettre de poursuivre leurs études. C'est ainsi malgré lui qu'il contribue à l'occidentalisation de la Russie, les intellectuels envoyés à l'étranger (comme Vladimir Pétchérine en 1833) en rapportant de nouvelles idées libérales.
Dans un rapport transmis à Nicolas Ier en 1833, il définit les trois principes de l'éducation : « l'orthodoxie, l'autocratie et le principe national (narodnost) ». Ces principes sont aussi le socle identitaire de l'Empire russe. Jusqu'à la chute des Romanov il fait office de slogan national.

## Orientalisme d'Ouvarov
Pour Ouvarov, l'orientalisme était un enjeu culturel et politique essentiel pour la Russie. De plus, il estimait que le rôle que la Russie jouerait dans ce domaine serait différent de celui des autres pays européens. Cet intérêt lui servit de tremplin dans sa carrière. Jeune secrétaire d'ambassade à Paris il rédige en 1810 un Projet d'une Académie asiatique sur le modèle de l'École orientale créée par la Convention, le 30 mars 1795 à l'initiative de Louis Langlès. Son projet lui permet de devenir directeur de la section pétersbourgeoise  de l'Instruction nationale, ce qui le mènera après à la présidence de l'Académie des 
sciences, puis au poste de ministre de l'Instruction nationale .
Ouvarov n'avait au départ qu'une idée purement livresque de l'Orient, mais ses convictions étaient sincères. La Russie devait bâtir sa propre vision de l'humanité et de l'histoire. Elle avait accompli son occidentalisation et se trouvait à mi-chemin de son développement. Il lui fallait assumer sa part orientale. En 1805, Ouvarov fait la connaissance de l'homme d'État Youri Golovkine qui dirigea l'expédition russe en Chine. Il se charge de diffuser l'essai de Golovkine sur l'Inde à Saint-Pétersbourg. Il commence alors à étudier sérieusement le poids politique de l'Orient puis devient linguiste . Il met au point le programme d'une future académie asiatique dans un petit ouvrage de 50 pages écrit en français intitulé Projet d'une Académie asiatique. Cet ouvrage est apprécié dans toute l'Europe et par les historiens russes tels que Nikolaï Karamzine . Ouvarov n'y réduit pas la culture orientale à un objet d'exotisme, il en fait une partie essentielle du monde civilisé. Il expose la nécessité pour l'empire des tsars de développer l'étude des langues orientales. La connaissance de l'Orient et non sa conquête devait hisser la Russie au niveau des grandes puissances occidentales et la doter d'un rayonnement intellectuel plus universel encore. Le développement de l'orientalisme devait se réaliser dans l'esprit des Russes. A côté du sanscrit, du chinois, de l'arabe, du persan, du turc et de l'hébreu, Ouvarov recommandait l'étude du tatar, de l'arménien, du géorgien et du tibétain . Après un échange épistolaire avec Antoine-Isaac Silvestre de Sacy Ouvarov parvient à faire venir de France deux de ses élèves pour enseigner l'arabe et le persan à l'université  de Saint-Pétersbourg. 
Ce projet d'Ouvarov comportait une arrière-pensée politique. La linguistique et l'étude de l'histoire et de la philosophie de l'Orient pouvait combattre la  décadence européenne et les idées issues de la Révolution française. Il servait ainsi la pensée de l'empereur Alexandre Ier en pourfendant d'une part la France révolutionnaire et napoléonienne et en affirmant le destin spécifique de la Russie. Personnage réactionnaire Ouvarov rêvait de détourner la Russie de ces influences révolutionnaires et libérales de l'Europe.

## Famille
Sergueï Ouvarov est le fils du comte Semion Fiodorovitch Ouvarov et de son épouse, née Daria Ivanovna Golovina (de la puissante famille des Golovine).
Le comte Sergueï Semionovitch Ouvarov épousa Catherine Alexeïevna Razoumovskaïa (1783-1849), fille du comte Alexei Kirillovitch Razoumovski et de la princesse, née Varvara Petrovna Cheremetieva (1750-1824).
Quatre enfants naquirent de cette union :
- Elisabeth (Ielizaveta) Sergueïevna Ouvarova : (1812-?).
- Alexandra Sergueïevna Ouvarova : (1814-1865), elle épousa Pavel Alexandrovitch Ouroussov (1807-1886).
- Nathalie (Natalia) Sergueïevna Ouvarova : (1820-1843), elle épousa Ivan Petrovitch Baladine
- Alexeï Sergueïevitch Ouvarov, (1825-1884) cofonda la Société archéologique du Musée historique d'État de Moscou, il épousa Praskovia Sergueïevna Chtcherbatova.

## Autres
Un grenat découvert en 1832 par Germain Henri Hess porte le nom du comte Sergueï Seminiovitch Ouvarov, l'uvarovite (grenat de couleur verte).

## Les membres de la famille Ouvarov

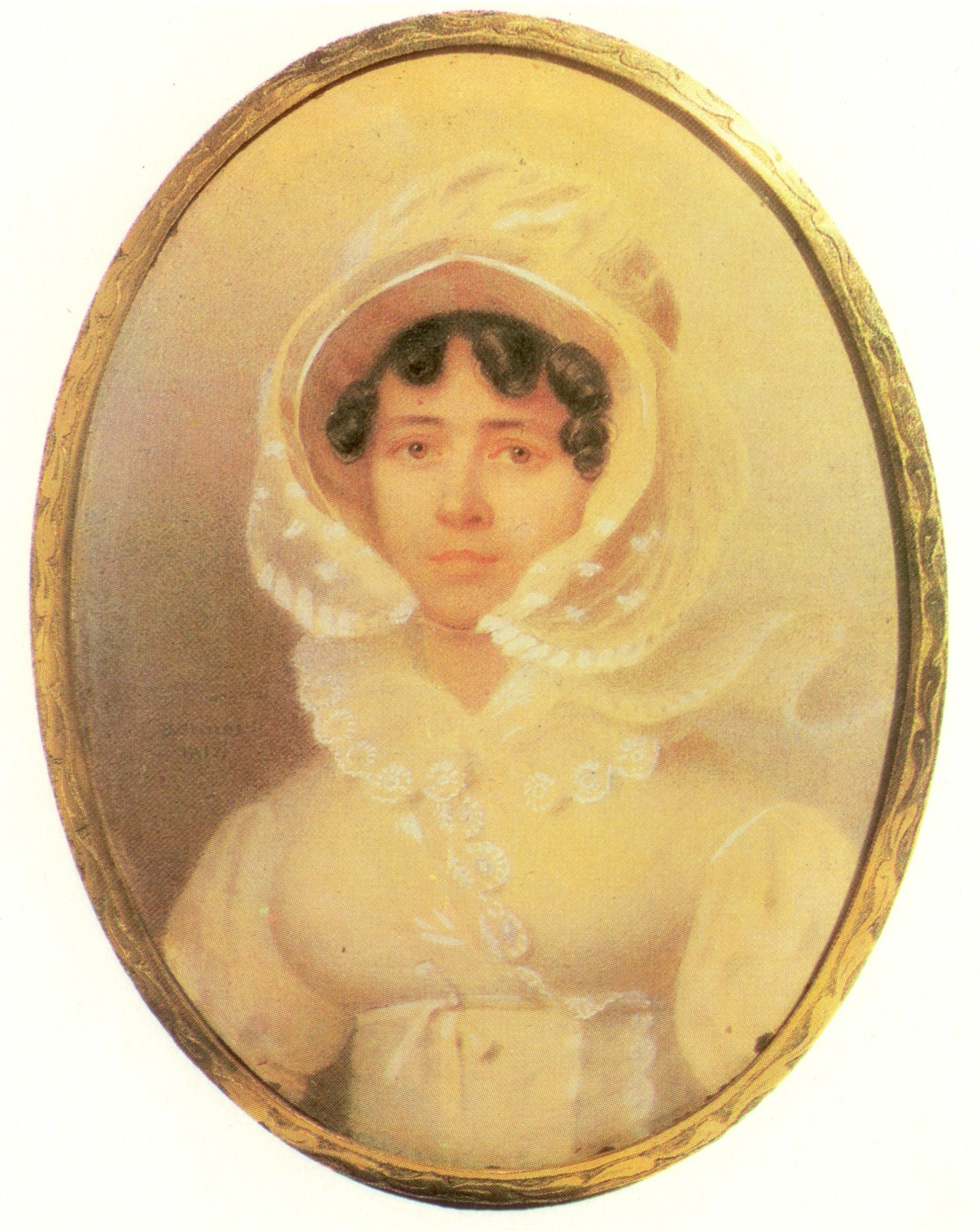
Portrait de la comtesse Catherine Sergueïevna Ouvarova, par Jean-Henri Benner
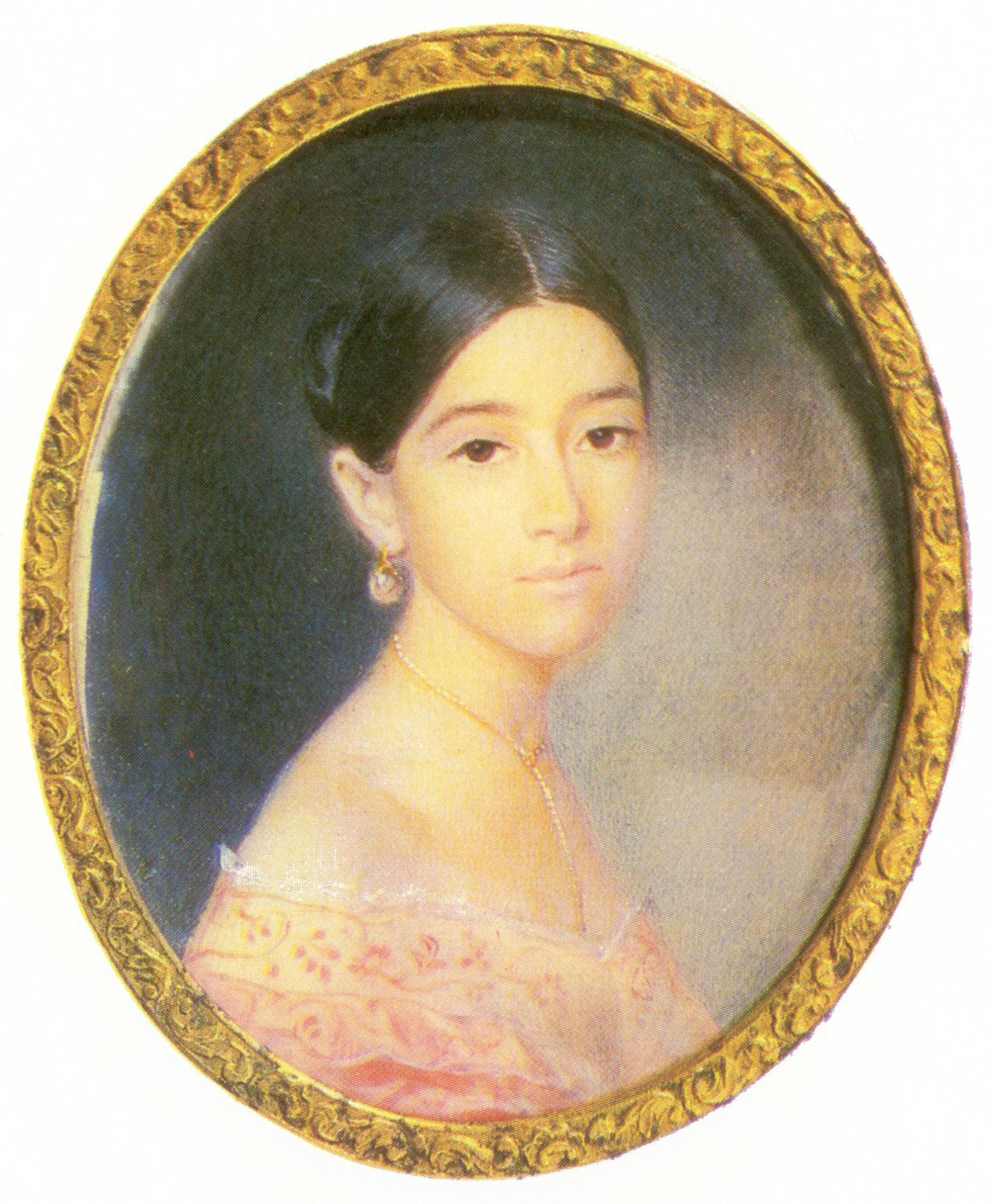
Portrait de la comtesse Elisabeth Sergueïevna Ouvarova, par Georg Kordik
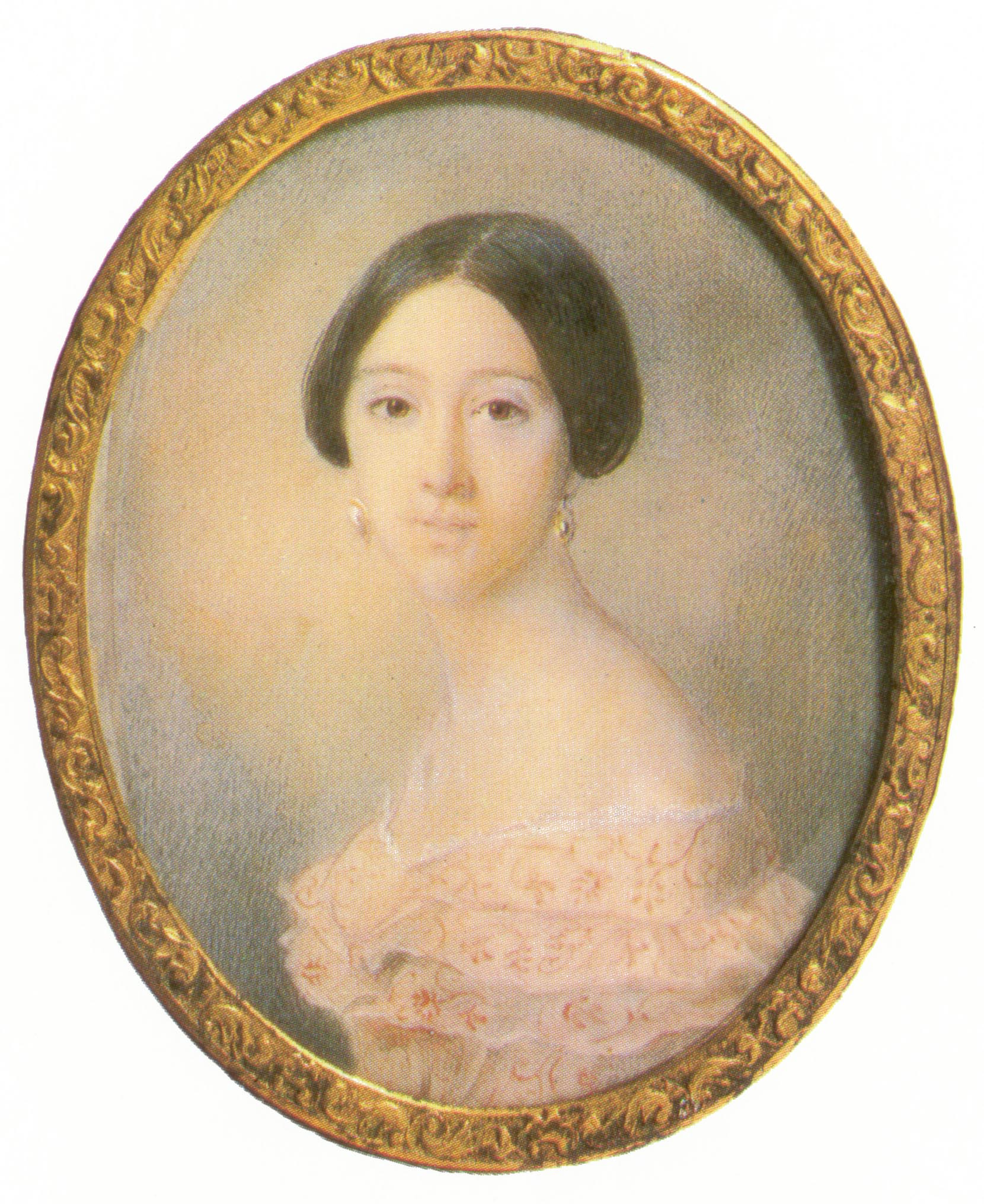
Portrait de la comtesse Alexandra Sergueïevna Ouvarova, par Georg Kordik
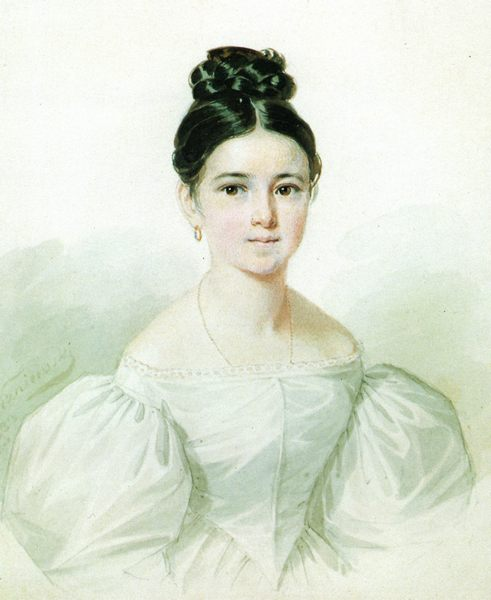
Portrait de la comtesse Nathalie Sergueïevna Ouvarova, par Ivan Xaverievitch Kanevski (1833)
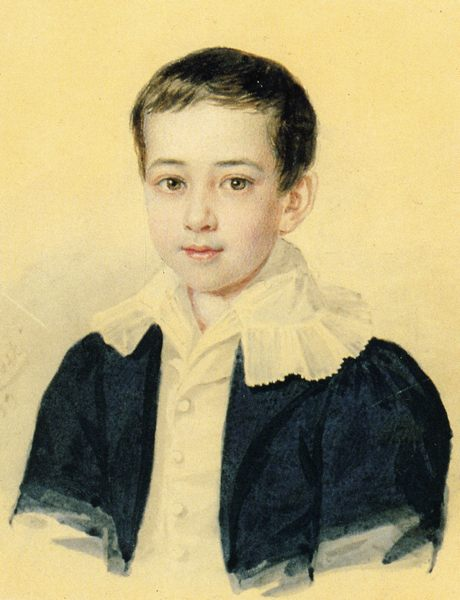
Portrait du comte Alexeï Sergueïevitch Ouvarov, par Ivan Xaverievitch Kanevski (1833).

## Quelques œuvres
- M. Ouvaroff, Essai sur les mystères d'Eleusis (en ligne)
- Sergei Ouvaroff, Projet d'une académie asiatique, in Études de philologie et de critique, 2de édition, Paris, Didot Frères, 1845 (en ligne)